# Theonoe stridula
Theonoe stridula är en spindelart som beskrevs av Crosby 1906. Theonoe stridula ingår i släktet Theonoe och familjen klotspindlar. Inga underarter finns listade i Catalogue of Life.